# Sakae Esuno
Sakae Esuno, nascido em 17 de novembro de 1973, é um mangaká japonês, conhecido pelo sucesso mundial de seu mangá, posteriormente adaptado para anime: Mirai Nikki (2012), que foi trazido ao Brasil pela Editora JBC e traduzido para Diário do Futuro. Também é o autor do mangá Big Order, que também recebeu uma adaptação para anime em 2016>.

## História
Esuno começou a desenhar aos 15 anos, nessa época, ele era um admirador dos trabalahos de Rumiko Takahashi, em especial o mangá de horror Marmaid Saga.
Em maio de 2017 voltou a trabalhar na publicação semanal de um novo mangá, chamado Tantei Akechi wa Kyōran su pela revista Monthly Shōnen Ace, um tributo ao trabalho de Edogawa Ranpo.
Em maio de 2019, o autor começou a serialização da adaptação para mangá da série de Light Novels de Bokuto Uno, chamada Nanatsu no Maken ga Shihai Suru também pela Monthly Shōnen Ace.

## Trabalhos
- Hanako and the Terror of Allegory | 花子と寓話のテラー | Hanako to Gūwa no Terā (junho de 2004 – novembro de 2005, pela Monthly Shōnen Ace)
- Diário do Futuro | 未来日記 | Mirai Nikki (janeiro de 2006 – Dezembro de 2010, pela Monthly Shōnen Ace)
  - Diário do Futuro Mosaic | 未来日記モザイク | Mirai Nikki Mozaiku (2008)
  - Diário do Futuro Paradox | 未来日記パラドックス | Mirai Nikki Paradokksu (2008)
  - Mirai Nikki: Redial | 未来日記リダイヤル | Mirai Nikki Ridaiyaru (2013)
- Big Order | ビッグオーダー | Biggu Ōdā (novembro de 2011 – Setembro de 2016, pela Monthly Shōnen Ace)
- Tantei Akechi wa Kyōran su | 探偵明智は狂乱す (maio de 2017 – Dezembro de 2018, pela Monthly Shōnen Ace)
- Nanatsu no Maken ga Shihai Suru | 七つの魔剣が支配する (maio de 2019 – atualmente, pela Monthly Shōnen Ace, adaptação para mangá da light novel de mesmo nome por Bokuto Uno)